# Джиро д’Италия 1932
20-й выпуск Джиро д’Италия — трёхнедельной шоссейной велогонки по дорогам Италии. Гонка проводилась с 14 мая по 5 июня 1932 года. Победу одержал итальянский велогонщик Антонио Пезенти.

## Участники
На старт гонки в Милане вышли 109 гонщиков, с которых до финиша соревнования доехали 66. Гонщики могли участвовать в гранд-туре в составе команды или индивидуально. Участие в гонке приняли 10 профессиональных велокоманд: Atala-Hutchinson, Bianchi-Pirelli, France Sport-Pirelli, Ganna-Dunlop, Gloria-Hutchinson, Ilva-Pirelli, Legnano-Hutchinson, Maino-Clément, Olympia-Superga и Wolsit-Hutchinson.
Пелотон состоял в основном из итальянцев. Участие в гонке приняли четыре бывших чемпиона Джиро, включая четырёхкратного победителя Корса Роза Альфредо Бинду и двукратного чемпиона Костанте Джирарденго. Среди других известных итальянских гонщиков, которые стартовали на гонке, были Леарко Гуэрра, Джованни Джерби и Доменико Пьемонтези. От именитых иностранцев на гонку приехали победитель и вице-чемпион Тур де Франс 1931: француз Антонин Манье и бельгиец Жозеф Демюйзер.

## Маршрут
Гонка состояла из 13 этапов, общей протяженностью 3235 километров.
| Этап | Дата   | Маршрут           | type      | Длина (км) | Победитель       | Лидер генеральной классификации |
| ---- | ------ | ----------------- | --------- | ---------- | ---------------- | ------------------------------- |
| 1    | 14 май | Милан – Виченца   | равнинный | 207        | Леарко Гуэрра    | Леарко Гуэрра                   |
| 2    | 15 май | Виченца – Удине   | равнинный | 183        | Герман Бузе      | Герман Бузе                     |
| 3    | 17 май | Удине – Феррара   | равнинный | 225        | Фабио Баттезини  | Герман Бузе                     |
| 4    | 18 май | Феррара – Римини  | горный    | 215        | Леарко Гуэрра    | Герман Бузе                     |
| 5    | 20 май | Римини – Терамо   | горный    | 286        | Раффаэле Ди Пако | Герман Бузе                     |
| 6    | 22 май | Терамо – Ланчано  | горный    | 220        | Леарко Гуэрра    | Герман Бузе                     |
| 7    | 24 май | Ланчано – Фоджа   | равнинный | 280        | Антонио Пезенти  | Антонио Пезенти                 |
| 8    | 26 май | Фоджа – Неаполь   | равнинный | 217        | Леарко Гуэрра    | Антонио Пезенти                 |
| 9    | 28 май | Неаполь – Рим     | равнинный | 265        | Леарко Гуэрра    | Антонио Пезенти                 |
| 10   | 30 май | Рим – Флоренция   | горный    | 321        | Этторе Меини     | Антонио Пезенти                 |
| 11   | 1 июн  | Флоренция – Генуя | горный    | 276        | Ремо Бертони     | Антонио Пезенти                 |
| 12   | 3 июн  | Генуя – Турин     | горный    | 267        | Этторе Меини     | Антонио Пезенти                 |
| 13   | 5 июн  | Турин – Милан     | горный    | 271        | Леарко Гуэрра    | Антонио Пезенти                 |

## Ход гонки
Как и в предыдущем году, первый этап выиграл Леарко Гуэрра, захватив лидерство. На втором этапе немецкий гонщик Херман Бузе уехал в отрыв и пришел к финишу, опереди основную группу более чем на 11 минут. Бузе сохранял розовую майку пять этапов, в течение которых пелотон действовал в спокойном темпе.
На седьмом этапе «Ланчано – Фоджи» у Бузе начались проблемы с кишечником, чем воспользовался Антонио Пезенти, последователь Альфредо Бинды, который в этом году держался в тени. Пезенти выиграл этап и возглавил общий зачёт. Последующие шесть этапов он легко удерживал майку лидера. В Милане он финишировал, имея 11 минут преимущества над ближайшим преследователем, бельгийцем Жозефом Демюйзером.

## Лидеры классификаций
На Джиро д’Италия 1932 разыгрывались три индивидуальные классификации и две командные. Лидер генеральной классификации, которая рассчитывалась по сумме времени каждого гонщика, показанном на этапах, отмечался розовой майкой. Гонщик с наименьшим итоговым временем становился победителем генеральной классификации и всей гонки.
Также как и генеральная, рассчитывались классификации лучшего иностранного гонщика и лучшего гонщика, участвовавшего в гонке индивидуально (не в команде). Отдельными майками лидеры этих зачётов не отмечались.
В командной классификации позиции участвующих команд определялись по суммарному времени, показанному тремя лучшими гонщиками каждой команды на каждом из этапов. Команда с наименьшим итоговым временем после последнего этапа становилась победительницею классификации. Если команда финишировала на этапе с менее чем с тремя гонщика, она исключалась из розыгрыша классификации. 
Среди итальянских гонщиков, участвующих в гонке индивидуально, разыгрывалась дополнительная командная классификация — ll Trofeo Magno (рус. Большой Трофей). Гонщики были разделены на команды в зависимости от региона Италии, который они представляли. Позиция в турнирной таблицы зачёта определялась по тому же принципу, что и среди обычных команд.
| Этап | Победитель       | Генеральная классификация | Лучший иностранный гонщик | Лучший «гонщик-одиночка»                            | Командная классификация | ll Trofeo Magno  |
| ---- | ---------------- | ------------------------- | ------------------------- | --------------------------------------------------- | ----------------------- | ---------------- |
| 1    | Леарко Гуэрра    | Леарко Гуэрра             | Курт Штёпель              | ?                                                   | ?                       | ?                |
| 2    | Херман Бузе      | Херман Бузе               | Херман Бузе               | ?                                                   | ?                       | ?                |
| 3    | Фабио Баттезини  | Херман Бузе               | Херман Бузе               | Карнизелли                                          | Atala-Hutchinson        | Ломбардия        |
| 4    | Леарко Гуэрра    | Херман Бузе               | Херман Бузе               | Аристиде Каваллини, Гюнтелли, Анджело Лалле, Витали | Atala-Hutchinson        | Ломбардия        |
| 5    | Раффаэле Ди Пако | Херман Бузе               | Херман Бузе               | Аристиде Каваллини, Витали                          | Atala-Hutchinson        | Ломбардия        |
| 6    | Леарко Гуэрра    | Херман Бузе               | Херман Бузе               | Луиджи Трамонтини                                   | ?                       | ?                |
| 7    | Антонио Пезенти  | Антонио Пезенти           | Курт Штёпель              | Франческо Бонино                                    | Legnano-Hutchinson      | Пьемонт          |
| 8    | Леарко Гуэрра    | Антонио Пезенти           | Жозеф Демюйзер            | Аристиде Каваллини                                  | Legnano-Hutchinson      | Пьемонт          |
| 9    | Леарко Гуэрра    | Антонио Пезенти           | Жозеф Демюйзер            | Аристиде Каваллини                                  | Legnano-Hutchinson      | ?                |
| 10   | Этторе Меини     | Антонио Пезенти           | Жозеф Демюйзер            | Аристиде Каваллини                                  | Legnano-Hutchinson      | ?                |
| 11   | Ремо Бертони     | Антонио Пезенти           | Жозеф Демюйзер            | Аристиде Каваллини                                  | Legnano-Hutchinson      | ?                |
| 12   | Этторе Меини     | Антонио Пезенти           | Жозеф Демюйзер            | Аристиде Каваллини                                  | Legnano-Hutchinson      | Калабрия-Сицилия |
| 13   | Леарко Гуэрра    | Антонио Пезенти           | Жозеф Демюйзер            | Аристиде Каваллини                                  | Legnano-Hutchinson      | Калабрия-Сицилия |
| Итог | Итог             | Антонио Пезенти           | Жозеф Демюйзер            | Аристиде Каваллини                                  | Legnano-Hutchinson      | Калабрия-Сицилия |

## Итоговое положение
| \| Генеральная классификация \| Генеральная классификация \| Генеральная классификация \| Генеральная классификация \| Генеральная классификация \| \| Гонщик \| Гонщик \| Команда \| Время \| \| \| ------------------------- \| ------------------------- \| ------------------------- \| ------------------------- \| ------------------------- \| \| 1-й \| Антонио Пезенти \| \| 105ч 53' 50 \| \| \| 2-й \| Жозеф Демюйзер \| \| + 11' 09 \| \| \| 3-й \| Ремо Бертони \| \| + 12' 27 \| \| \| 4-й \| Леарко Гуэрра \| \| + 16' 34 \| \| \| 5-й \| Курт Штёпель \| \| + 17' 21 \| \| \| 6-й \| Микеле Мара \| \| + 17' 48 \| \| \| 7-й \| Альфредо Бинда \| \| + 19' 27 \| \| \| 8-й \| Луиджи Барраль \| \| + 25' 01 \| \| \| 9-й \| Феличе Гремо \| \| + 27' 24 \| \| \| 10-й \| Ренато Скортикати \| \| + 37' 56 \| \| \| 11-й \| Жюльен Верваке \| \| + 38' 49 \| \| \| 12-й \| Луиджи Джиакоббе \| \| + 42' 23 \| \| \| 13-й \| Аристиде Каваллини \| \| + 44' 38 \| \| \| 14-й \| Франческо Бонино \| \| + 46' 37 \| \| \| 15-й \| Агостино Белланди \| \| + 49' 40 \| \| |                    |         |             |
| |                    |         |             |
| |                    |         |             |
| Генеральная классификация |                    |         |             |
| Гонщик | Гонщик             | Команда | Время       |
| 1-й | Антонио Пезенти    |         | 105ч 53' 50 |
| 2-й | Жозеф Демюйзер     |         | + 11' 09    |
| 3-й | Ремо Бертони       |         | + 12' 27    |
| 4-й | Леарко Гуэрра      |         | + 16' 34    |
| 5-й | Курт Штёпель       |         | + 17' 21    |
| 6-й | Микеле Мара        |         | + 17' 48    |
| 7-й | Альфредо Бинда     |         | + 19' 27    |
| 8-й | Луиджи Барраль     |         | + 25' 01    |
| 9-й | Феличе Гремо       |         | + 27' 24    |
| 10-й | Ренато Скортикати  |         | + 37' 56    |
| 11-й | Жюльен Верваке     |         | + 38' 49    |
| 12-й | Луиджи Джиакоббе   |         | + 42' 23    |
| 13-й | Аристиде Каваллини |         | + 44' 38    |
| 14-й | Франческо Бонино   |         | + 46' 37    |
| 15-й | Агостино Белланди  |         | + 49' 40    |